# Alpenliga 1992-1993
L'Alpenliga 1992-1993 è stata la seconda edizione dell'Alpenliga, competizione internazionale per squadre di club italiane, austriache e slovene.

## Partecipanti e formula
Rispetto alle venti squadre della stagione inaugurale, in questa seconda ne erano rimaste iscritte sedici. Tra le squadre austriache manca il Wiener Eislauf-Verein, che si era autoretrocesso in seconda serie, fondendosi altresì con il WAT Stadlau. Delle tre squadre slovene, restava solo lo Jesenice: HK Olimpija Ljubljana e HK Bled hanno rinunciato. Tra le italiane mancavano invece il retrocesso Zoldo, sostituito dalla neopromossa HC Gardena, e il Milano Saima che aveva sospeso le attività.
Questa diminuzione del numero delle contendenti ha comportato che la suddivisione in due gironi dell'anno precedente non fosse più necessaria. Le squadre hanno prima giocato un girone di andata e ritorno (regular season), per un totale di 30 partite per squadra. Le migliori quattro squadre si sono qualificate per le semifinali, che sono stati giocati in gare secche, seguite il giorno successivo dalla finale per il terzo posto e dalla finale, sempre in gara unica. Questa fase finale si svolse a Villaco il 19 e 20 dicembre 1992.

## Regular season

### Classifica
| Pos. | Team             | PG | V  | P | S  | Reti    | Diff. | Pt. |
| ---- | ---------------- | -- | -- | - | -- | ------- | ----- | --- |
| 1    | HC Devils Milano | 30 | 23 | 2 | 5  | 147:77  | +70   | 48  |
| 2    | EC VSV           | 30 | 20 | 5 | 5  | 138:89  | +49   | 45  |
| 3    | HC Bolzano       | 30 | 18 | 4 | 8  | 160:105 | +55   | 40  |
| 4    | HC Alleghe       | 30 | 16 | 7 | 7  | 133:111 | +22   | 39  |
| 5    | EC Graz          | 30 | 19 | 1 | 10 | 171:123 | +48   | 39  |
| 6    | VEU Feldkirch    | 30 | 16 | 4 | 10 | 131:111 | +20   | 36  |
| 7    | Asiago Hockey    | 30 | 14 | 7 | 9  | 151:128 | +23   | 35  |
| 8    | HK Jesenice      | 30 | 14 | 6 | 10 | 129:114 | +15   | 34  |
| 9    | EK Zell am See   | 30 | 13 | 6 | 11 | 121:118 | +3    | 32  |
| 10   | EC KAC           | 30 | 12 | 6 | 12 | 122:116 | +6    | 30  |
| 11   | EV Innsbruck     | 30 | 10 | 5 | 15 | 129:162 | −33   | 25  |
| 12   | EV Brunico       | 30 | 9  | 6 | 15 | 135:173 | −38   | 24  |
| 13   | AS Varese Hockey | 30 | 7  | 4 | 19 | 113:153 | −40   | 18  |
| 14   | HC Gherdëina     | 30 | 5  | 5 | 20 | 110:175 | −65   | 15  |
| 15   | HC Fiemme        | 30 | 5  | 0 | 25 | 119:197 | −78   | 10  |
| 16   | SHC Fassa        | 30 | 4  | 2 | 24 | 104:188 | −84   | 10  |

## Playoff

### Tabellone
|  | Semifinali    | Semifinali    | Semifinali |         |         | Finale          | Finale          | Finale          |  |
|  |               |               |            |         |         |                 |                 |                 |  |
|  | Devils Milano | Devils Milano | 3          |         |         |                 |                 |                 |  |
|  | Devils Milano | Devils Milano | 3          |         |         |                 |                 |                 |  |
|  | Alleghe       | Alleghe       | 8          |         |         |                 |                 |                 |  |
|  | Alleghe       | Alleghe       | 8          |         | Alleghe | Alleghe         | 7               |                 |  |
|  |               |               |            |         | Alleghe | Alleghe         | 7               |                 |  |
|  |               |               | Bolzano    | Bolzano | 4       |                 |                 |                 |  |
|  | VSV           | VSV           | Bolzano    | Bolzano | 4       | 1               |                 |                 |  |
|  | VSV           | VSV           |            |         |         | 1               |                 |                 |  |
|  | Bolzano       | Bolzano       | 5          |         |         | Finale 3º posto | Finale 3º posto | Finale 3º posto |  |
|  | Bolzano       | Bolzano       | 5          |         |         |                 |                 |                 |  |
|  |               |               |            |         |         |                 |                 |                 |  |
|  |               |               |            |         |         | Devils Milano   | Devils Milano   | 4               |  |
|  |               |               |            |         |         | Devils Milano   | Devils Milano   | 4               |  |
|  |               |               |            |         |         | VSV             | VSV             | 5               |  |

## Campioni
| Campioni Alpenliga 1992-1993 Alleghe Hockey | Portieri: David Delfino, Daniele Moretti, Giorgio Tigliani Difensori: Carlo Lorenzi, Bob Nardella, Andrei Zhukov, Bruce Cassidy, Silvano Da Pian, Paolo De Biasio, Christian Moretti Attaccanti: Mario Chitaroni, Lino De Toni, Giuseppe Busillo, Carmine Vani, Errol Rausse, Maurizio Bortolussi, Ilario Riva, Michele De Toni, Alain Tormen |